# Friedrich von Gersdorff (General, 1837)
Karl Louis Friedrich von Gersdorff (* 6. Januar 1837 in Seehof, Kreis Rummelsburg; † 17. Dezember 1920 in Naumburg (Saale)) war ein preußischer Generalleutnant.

## Leben

### Herkunft
Friedrich war ein Sohn des Herrn auf Seehof Alwin von Gersdorff (1796–1877) und dessen Ehefrau Wilhelmine, geborene Freiin von Bock (* 1805).

### Militärkarriere
Nach dem Besuch der Realschule in Meseritz trat Gersdorff am 16. März 1855 als Musketier in das 5. Infanterie-Regiment der Preußischen Armee ein und avancierte bis Mitte Januar 1859 zum Sekondeleutnant. Zu Ausbildungszwecken war er von April bis September 1862 zur Militärschießschule kommandiert. Anschließend war er als Adjutant des Füsilier-Bataillons sowie vom 1. Juli 1864 bis zum 31. Mai 1866 als Regimentsadjutant tätig. Während des Deutschen Krieges nahm Gersdorff 1866 an den Schlachten bei Trautenau und Königgrätz und stieg nach Kriegsende Ende Oktober 1866 zum Premierleutnant auf.
Am 7. Juli 1868 wurde Gersdorff als Adjutant der 23. Infanterie-Brigade in Neiße kommandiert und am 7. Juli 1870 unter Entbindung von seinem Kommando zum Hauptmann befördert. In dieser Eigenschaft nahm er während des Krieges gegen Frankreich 1870/71 an den Schlachten bei Gravelotte und Noisseville, den Belagerungen von Metz und La Fère sowie den Gefechten Chateau Robert-le-Diable und Orival teil. Ausgezeichnet mit dem Eisernen Kreuz II. Klasse wurde am 5. Januar 1871 zum Kompaniechef ernannt und nach dem Friedensschluss am 25. April 1878 mit Patent vom 7. Juli 1869 in das 7. Brandenburgische Infanterie-Regiment Nr. 60 versetzt. Am 23. September 1878 wurde Gersdorff zum überzähligen Major befördert und am 17. Mai 1881 zum etatmäßiger Stabsoffizier ernannt. Es folgte Verwendungen als Kommandeur der I. und II. Bataillons. Unter Beförderung zum Oberstleutnant wurde Gersdorff am 22. März 1887 mit Wirkung zum 1. April als etatmäßiger Stabsoffizier in das neuformierte Infanterie-Regiment Nr. 137 nach Straßburg versetzt. Mit der Beförderung zum Oberst wurde Gersdorff am 17. Juni 1889 nach Württemberg kommandiert und zum Kommandeur des Infanterie-Regiments „Kaiser Friedrich, König von Preußen“ (7. Württembergisches) Nr. 125 ernannt. In dieser Stellung erhielt er das Ehrenkreuz des Ordens der Württembergische Krone und wurde am 24. März 1890 unter Entbindung von seinem Kommando nach Württemberg Kommandeur des Füsilier-Regiment „von Gersdorff“ (Hessisches) Nr. 80 in Wiesbaden. Unter Stellung à la suite seines Regiments beauftragte man ihn am 17. Mai 1892 mit der Führung der 41. Infanterie-Brigade in Mainz. Am 18. Juni 1892 wurde Gersdorff Generalmajor und Kommandeur dieser Brigade. Er erhielt anlässlich des Ordensfestes im Januar 1894 den Roten Adlerorden II. Klasse mit Eichenlaub und wurde am 21. April 1894 mit Pension zur Disposition gestellt.
Nach seiner Verabschiedung erhielt Gersdorff anlässlich der 100-Jahr-Feier am 8. Juli 1913 die Berechtigung zum Tragen der Uniform des Füsilier-Regiments „von Gersdorff“ (Kurhessisches) Nr. 80 und am 8. August 1913 den Charakter als Generalleutnant. Er starb am 17. Dezember 1920 in Naumburg (Saale).

### Familie
Gersdorff heiratete am 19. September 1885 in Drenken bei Maldeuten Helene Marschall (1843–1917), verwitwete von Walther.